# 油田駅
油田駅（あぶらでんえき）は、富山県砺波市三郎丸にある、西日本旅客鉄道（JR西日本）城端線の駅である。

## 歴史
- 1900年（明治33年）12月29日：中越鉄道の戸出駅 - 出町駅（現・砺波駅）間の東礪波郡油田村（現・砺波市油田地区）に新設開業し[2]、旅客及び貨物の取扱を開始する[3]。
- 1920年（大正9年）9月1日：中越鉄道の国有化により、鉄道省（国鉄）中越線の駅となる[4]。当駅は旅客、手荷物、小荷物及び大貨物の取扱を行う[4]。
- 1942年（昭和17年）8月1日：中越線の高岡駅 - 城端駅間が城端線に改称され、当駅もその所属となる[5]。
- 1969年（昭和44年）10月1日：営業範囲を改正し、手荷物及び小荷物の配達取扱を廃止する[6]。
- 1970年（昭和45年）10月1日：営業範囲を改正し、貨物の取扱を廃止する[7]。
- 1974年（昭和49年）10月1日：営業範囲を改正し、旅客及び荷物を取扱う駅となる[8]。
- 1984年（昭和59年）
  - 2月1日：営業範囲を改正し、荷物の取扱を廃止する[9]。
  - 4月1日：駅員無配置駅となる[1]。
- 1987年（昭和62年）4月1日：国鉄分割民営化により、西日本旅客鉄道（JR西日本）の駅となる[3]。
- 1989年（平成元年）12月25日：新駅舎の完成記念式典を挙行する[10]。

## 駅構造

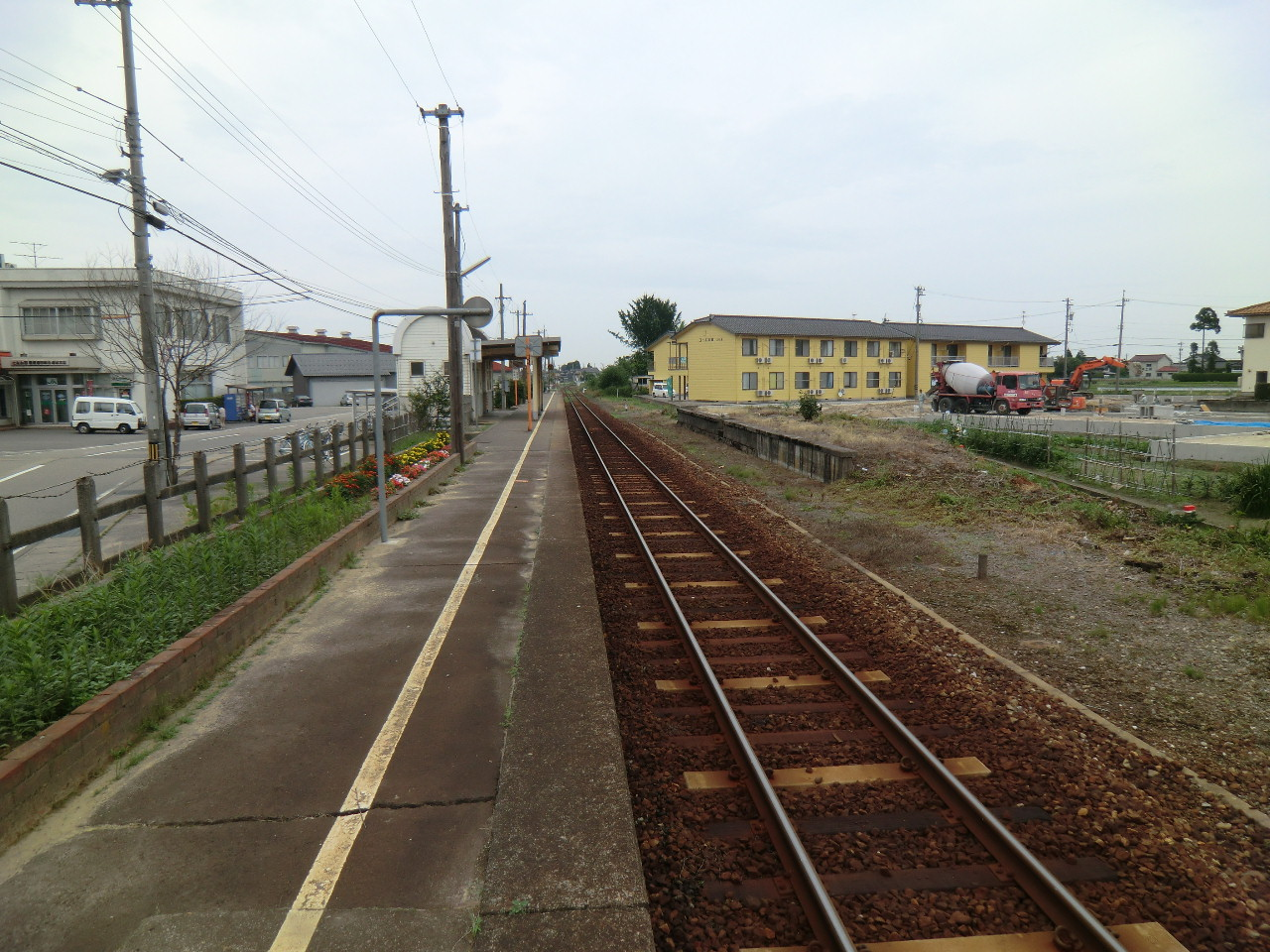
ホーム（2011年7月）

城端方面に向かって右側に単式ホーム1面1線を持つ地上駅（停留所）である。かつては、相対式ホーム2面2線の構造で交換設備が設けられていたが、のちに撤去された。構内には対向ホームの跡が残存している。
北陸広域鉄道部管理の無人駅である。駅舎は1989年（平成元年）12月25日に落成したもので、鉄筋平屋建72平米の駅舎内には待合室があるが、事務室は閉鎖されている。

## 利用状況
「富山県統計年鑑」によると、近年の1日平均乗車人員は以下の通り。
| 年度   | 1日平均 乗車人員 |
| ------ | ---------------- |
| 1995年 | 321              |
| 1996年 | 337              |
| 1997年 | 331              |
| 1998年 | 334              |
| 1999年 | 333              |
| 2000年 | 320              |
| 2001年 | 254              |
| 2002年 | 263              |
| 2003年 | 269              |
| 2004年 | 269              |
| 2005年 | 232              |
| 2006年 | 232              |
| 2007年 | 239              |
| 2008年 | 257              |
| 2009年 | 255              |
| 2010年 | 263              |
| 2011年 | 263              |
| 2012年 | 277              |
| 2013年 | 297              |
| 2014年 | 279              |
| 2015年 | 293              |
| 2016年 | 289              |
| 2017年 | 293              |
| 2018年 | 305              |
| 2019年 | 339              |

## 駅周辺
- 油田郵便局
- 常福寺
- 国道156号
- 若鶴酒造株式会社 / 三郎丸蒸留所（若鶴酒造内・ウイスキー蒸留所）
- となみ野農業協同組合（JAとなみ野）油田支店
- 大阪屋ショップ 砺波店
- 砺波市立砺波東部小学校

## 隣の駅
西日本旅客鉄道（JR西日本）
■城端線
戸出駅 - 油田駅 - 砺波駅